# Кубок Румунії з футболу 2012—2013
Кубок Румунії з футболу 2012—2013 — 75-й розіграш кубкового футбольного турніру в Румунії. Титул втретє здобув Петролул.

## Календар
| Раунд           | Дата                           | Матчі | Клуби     |
| --------------- | ------------------------------ | ----- | --------- |
| Перший раунд    | 18-25 липня 2012               | 42    | 188 → 146 |
| Другий раунд    | 1 серпня 2012                  | 48    | 146 → 98  |
| Третій раунд    | 15 серпня 2012                 | 24    | 98 → 74   |
| Четвертий раунд | 28-29 серпня 2012              | 28    | 74 → 46   |
| П'ятий раунд    | 11 вересня 2012                | 14    | 46 → 32   |
| 1/16 фіналу     | 25-27 вересня 2012             | 16    | 32 → 16   |
| 1/8 фіналу      | 30 жовтня — 1 листопада 2012   | 8     | 16 → 8    |
| 1/4 фіналу      | 27-29 листопада 2012           | 4     | 8 → 4     |
| 1/2 фіналу      | 16-18 квітня/21-22 травня 2013 | 4     | 4 → 2     |
| Фінал           | 1 червня 2013                  | 1     | 2 → 1     |

## Регламент
У перших раундах беруть участь клуби нижчих дивізіонів чемпіонату Румунії. Клуби провідного дивізіону стартують з 1/16 фіналу. На всіх стадіях окрім півфіналів, команди грають по одному матчу.

## 1/16 фіналу
| Команда 1              | Рахунок         | Команда 2                  |
| ---------------------- | --------------- | -------------------------- |
| 25 вересня 2012        |                 |                            |
| Чахлеул                | 4:0             | Глорія (Бистриця)          |
| Шоіміі (Пинкота) (3)   | 2:3             | Конкордія                  |
| Динамо (Бухарест)      | 2:1 дч          | Воїнця (Сібіу) (2)         |
| Петролул               | 2:0             | Даміла (Решица) (2)        |
| 26 вересня 2012        |                 |                            |
| Спортул Студенцеск (2) | 0:1             | Оцелул                     |
| Турну-Северин          | 2:1             | Міовень (2)                |
| Пандурій               | 7:1             | Загон (3)                  |
| Дельта (Тульча) (2)    | 2:1             | Університатя (Клуж-Напока) |
| Газ Метан              | 2:1             | Каракал (3)                |
| Васлуй                 | 0:1             | Ботошані (2)               |
| АКС Берчень (3)        | 0:2             | ЧФР (Клуж-Напока)          |
| Брашов                 | 1:0             | Фарул (Констанца) (2)      |
| 27 вересня 2012        |                 |                            |
| Браїла (2)             | 0:0 дч пен. 6:5 | Віторул (Констанца)        |
| КСМС Ясси              | 1:4             | Астра                      |
| Рапід (Бухарест)       | 6:0             | Олімпія (Сату-Маре) (2)    |
| Стяуа                  | 3:1             | Тиргу-Муреш (2)            |

## 1/8 фіналу
| Команда 1         | Рахунок         | Команда 2           |
| ----------------- | --------------- | ------------------- |
| 30 жовтня 2012    |                 |                     |
| Астра             | 5:1             | Турну-Северин       |
| Брашов            | 0:2             | Петролул            |
| Рапід (Бухарест)  | 4:1             | Дельта (Тульча) (2) |
| 31 жовтня 2012    |                 |                     |
| Чахлеул           | 2:0             | Газ Метан           |
| ЧФР (Клуж-Напока) | 2:0             | Ботошані (2)        |
| Конкордія         | 0:0 дч пен. 4:3 | Стяуа               |
| 1 листопада 2012  |                 |                     |
| Оцелул            | 3:0             | Браїла (2)          |
| Пандурій          | 1:2             | Динамо (Бухарест)   |

## 1/4 фіналу
| Команда 1         | Рахунок | Команда 2         |
| ----------------- | ------- | ----------------- |
| 27 листопада 2012 |         |                   |
| Петролул          | 2:1     | Конкордія         |
| 28 листопада 2012 |         |                   |
| Чахлеул           | 0:2     | Оцелул            |
| ЧФР (Клуж-Напока) | 2:1 дч  | Динамо (Бухарест) |
| 1 листопада 2012  |         |                   |
| Рапід (Бухарест)  | 2:3 дч  | Астра             |

## 1/2 фіналу
| Команда 1                | Заг. | Команда 2 | 1-й матч | 2-й матч |
| ------------------------ | ---- | --------- | -------- | -------- |
| 16 квітня/22 травня 2013 |      |           |          |          |
| ЧФР (Клуж-Напока)        | 1:2  | Астра     | 0:0      | 2:0      |
| 18 квітня/21 травня 2013 |      |           |          |          |
| Оцелул                   | 2:4  | Петролул  | 0:3      | 2:1      |

## Фінал
| 1 червня 2013 20:45 (EEST) |

| ЧФР (Клуж-Напока) | 0:1      | Петролул  |
| ----------------- | -------- | --------- |
|                   | Протокол | Бокіла 8' |

| Національний стадіон, Бухарест Глядачів: 29 343 Арбітр: Крістіан Балай |